# Исконные христиане
Исконные христиане (исп. cristianos viejos, букв. «старые христиане»; в литературе встречаются термины «чистокровные христиане», «старинные христиане», «коренные христиане», порт. cristão-velho, cristão-puro) — в Испании в XV—XIX веках и в Португалии в XV—XVIII веках название людей, не имевших некатоликов в двух предыдущих поколениях и обращённых в католицизм. Им противопоставлялись так называемые новые христиане, имевшие низкий социальный статус.

## Права
Начиная с 1449 года в Испании, а позднее и в Португалии, были приняты законы, согласно которым только исконные христиане могли находиться на церковной, государственной и военной службе, покидать страну, переселяться в колонии; в некоторых городах могли жить только исконные христиане; прочие подданные не могли свидетельствовать против исконных христиан в суде. Для того, чтобы воспользоваться своими правами, исконный христианин должен был предоставить документ о «чистоте крови» (исп. limpieza de sangre, то же название носила и серия законов о привилегированном положении исконных христиан).
В 1773 году в Португалии и в 1870 году в Испании законы о привилегированном положении исконных христиан были отменены.